# Milada Bergrová
Milada Bergrová; z domu Spalová (ur. 16 listopada 1979 w Przerowie) – czeska siatkarka, reprezentantka kraju. W 2004, 2007 i 2008 roku została wybrana najlepszą siatkarką w Czechach.
Karierę rozpoczęła w zespole z Ołomuńca – Pre 2003. W 2003 r. przeniosła się do ligi francuskiej, w której grała najpierw w ASPTT Volley Mulhouse, a następnie w RC 91 Villebon. W tym czasie została wybrana najlepszą siatkarką swojego kraju oraz została wicemistrzynią Francji z zespołem z Villebon. W 2005 r. przeniosła się do Turcji. Przez sezon z powodzeniem występowała w Eczacıbaşı Stambuł, z którym świętowała mistrzostwo kraju. Po udanym sezonie Spalová podpisała roczny kontrakt z Calisią Kalisz. Z kaliskim zespołem zdobyła mistrzostwo, Puchar oraz Superpuchar Polski. Została również wybrana przez trenerów do najlepszej szóstki ligi. W latach 2008–2012 reprezentowała barwy VK Modřanská Prostějov.
W sezonie 2012/13 ponownie występowała w PlusLidze Kobiet, w drużynie Aluprofu Bielsko-Biała (była kapitanem drużyny), po sezonie 2012/2013 zakończyła karierę.

## Sukcesy
- 2005 – wicemistrzostwo Francji
- 2006 – mistrzostwo Turcji
- 2007 – mistrzostwo Polski
- 2007 – Puchar Polski
- 2007 – Superpuchar Polski
- 2008 – brązowy medali Mistrzostw Polski
- 2009, 2010, 2011, 2012 - mistrzostwo Czech
- 2009, 2010, 2011, 2012 - puchar Czech